# Ла-7
Лавочкин Ла-7 — советский одномоторный одноместный истребитель-моноплан. Ла-7 является дальнейшим развитием самолёта Ла-5ФН. Разработан ОКБ-21 (г. Горький) под руководством С. А. Лавочкина.

## Ла-7 1944 года
В декабре 1943 года был построен первый прототип Ла-7 (Ла-5ФН улучшенный). В воздух же он смог подняться только в конце января следующего года, 16 февраля поступил на государственные испытания, и 15 марта уже был принят на вооружение. Весной 1944 года новый истребитель под именем Ла-7 появился на фронте (первоначально в гвардейских полках, например, в 176-м) и к ноябрю полностью вытеснил с конвейера Ла-5ФН.
Ла-7 — один из лучших серийных фронтовых истребителей конца Второй мировой войны, обладающий высокими лётно-техническими характеристиками: высокая манёвренность и сильное вооружение. Считается, что он имел превосходство по своим боевым качествам над последними поршневыми истребителями Германии, Англии и США на малых и средних высотах. Машина была простой и удобной в управлении и обладала повышенной живучестью.
Всего до конца Второй мировой войны было выпущено 5753 самолётов Ла-7. Общий выпуск составил 6337 самолётов.
|         | Производитель   | 1944 | 1945 | 1946 | 1947 | Всего |
| ------- | --------------- | ---- | ---- | ---- | ---- | ----- |
| Ла-7    | № 21 (Горький)  | 1558 | 2586 | 53   |      | 4197  |
| Ла-7    | № 99 (Улан-Удэ) | 40   | 210  |      |      | 250   |
| Ла-7    | № 381 (Москва)  | 638  | 660  |      |      | 1298  |
| Ла-7УТИ | № 21 (Горький)  |      | 213  | 377  | 2    | 592   |
| Всего   | Всего           | 2236 | 3669 | 430  | 2    | 6337  |

| Квартал | I    | II   | III | IV  | Всего |
| ------- | ---- | ---- | --- | --- | ----- |
| Ла-7    | 1581 | 1387 | 573 | 128 | 3669  |

## Отличия от Ла-5ФН
Основным внешним отличием Ла-7 от Ла-5ФН стал перенос маслорадиатора из-под капота двигателя в нижнюю часть фюзеляжа под кабину пилота, а воздухозаборников карбюратора в корневую часть крыла. Часть воздуха, поступавшего через эти заборники, отбиралась для вентиляции кабины. По размерам и обводам он довольно незначительно отличался от Ла-5, но в Ла-7 было существенное конструктивное отличие — лонжероны крыла изготавливались из металла, как и на последних сериях Ла-5ФН. Нервюры и обшивка остались без изменений. Размеры сечений лонжеронов значительно сократились, освободив дополнительные объёмы для баков. Масса лонжеронов уменьшилась примерно на 100 кг. Аэродинамика самолёта была также значительно улучшена путём переноса и улучшения аэродинамических форм радиатора (по этому признаку можно визуально отличить Ла-7 от Ла-5ФН). Была также улучшена внутренняя герметизация самолёта путём полной ликвидации щелей в капоте и просветов между трубами и отверстиями для них в противопожарной переборке. Все эти улучшения дали самолёту Ла-7 преимущества перед Ла-5 в скорости, скороподъёмности и практическом потолке.

## Вооружение и бронирование
В качестве вооружения на Ла-7 могли устанавливаться пушки 2 × 20-мм ШВАК или 3 × 20-мм Б-20 с гидромеханическим синхронизатором, обеспечивавшим стрельбу через вращающийся воздушный винт самолёта (большинство Ла-7 вооружалось двумя пушками ШВАК с боезапасом по 180 снарядов на ствол). В состав боекомплекта входили бронебойно-зажигательные снаряды массой 96,6 г (способны со 100 м пробивать броню толщиной до 20 мм по нормали) и осколочно-зажигательные снаряды массой 96 г.
На двух подкрыльевых узлах возможна подвеска бомб массой до 100 кг (на каждом). Наиболее часто использовались фугасные авиабомбы ФАБ-50 и ФАБ-100, а также зажигательные ЗАБ-50 и ЗАБ-100; 50 кг и 100 кг соответственно. Позади кресла пилота установлена бронеспинка толщиной 8,5-10 мм (в зависимости от года выпуска).

## Техническое описание[2]
Истребитель Ла-7 одноместный, одномоторный низкоплан с убираемым трёхопорным шасси с хвостовой опорой.
- Крыло — состоит из центроплана и двух отъёмных частей. Центроплан основной силовой элемент планера. Силовой набор центроплана: два металлических лонжерона, десять нервюр и деревянные стрингера. Обшивка из берёзового шпона крепилась к каркасу с помощью эпоксидного клея. На переднем лонжероне расположены узлы крепления стоек шасси и гидроцилиндров уборки основных опор. На заднем лонжероне находятся узлы крепления топливного бака и узлы навески закрылков. Конструкция отъёмных частей крыла аналогична конструкции центроплана.
- Механизация крыла — элероны, посадочные закрылки и предкрылки. Элероны с внутренной аэродинамической компенсацией. Силовой набор элерона металлический, передняя и задняя кромки обшиты дюралюминиевыми полосами, обшивка полотняная. Максимальные углы отклонения элеронов +/- 18 град. Посадочные закрылки состоят из четырёх секций, две крепятся к центроплану и по одной к отъёмным частям крыла. Максимальный угол отклонения закрылков — 60 град. Предкрылки дюралюминиевые, крепятся к носкам отъёмных частей крыла. Предкрылки выпускаются автоматически при достижении самолётом определённого угла атаки.
- Фюзеляж — полумонокок овального сечения. Конструкция деревянная. Силовой набор: четыре лонжерона и пятнадцать шпангоутов изготовлены из сосны и усилены дельта-древесиной, обшивка из берёзового шпона. Фонарь кабины пилота состоит из трёх прозрачных частей, средняя часть сдвижная, изнутри козырька установлено бронестекло толщина 55 мм. За креслом пилота установлена бронезащита.
- Хвостовое оперение — киль с рулём направления и стабилизатор с рулями высоты. Киль является частью фюзеляжа. Стабилизатор деревянный. Силовой набор рулей высоты и руля направления металлический обшивка полотняная. Угол отклонения рулей высоты — от +30 град. до −15 град 30 мин. Угол отклонения руля направления — +/- 25 град.
- Шасси — основные стойки убирались в полёте в ниши расположенные вдоль носков крыла с помощью гидроцилиндров. Колёса основных опор были оснащены двойными пневматическими тормозами. В убранном положении опоры и колёса полностью закрывались щитками. Хвостовая опора убиралась в фюзеляж гидроцилиндром. В открытом и убраном положении все опоры фиксировались гидравлическими и механическими замками.
- Силовая установка — 14-цилиндровый двигатель воздушного охлаждения АШ-82ФН, мощностью до 1850 л. с. Воздушный винт трёхлопастной диаметром 3,1 м, с изменяемым шагом. Запуск двигателя осуществлялся пневмостартером. Бензин размещался в трёх топливных баках — один в центроплане и два в отъёмных частях крыла. Общий объём баков 466 л. Баки имели многослойную специальную защиту от пулевых попаданий.
- Оборудование — в состав оборудования входят: кислородная, пневматическая, электрическая и радиосвязная системы. Кислородная система обеспечивала пилота кислородом до 1,5 часов. Пневмосистема самолёта запитывалась от баллона ёмкостью 8 литров с давлением 14-15 МПа. От пневмосистемы приводятся в действие тормоза основных опор шасси, механизм перезарядки пушек, сбрасываются бомбы и в аварийном режиме выпускаются опоры шасси. Электросистема состоит из генератора и аккумуляторной батареи. Генератор и батарея запитывают все светосигнальные устройства кабины пилота. аэронавигационные огни, посадочную фару, магнето и радиоаппаратуру. Радиоаппаратура состоит из передатчика и приёмника.

## Лётно-технические характеристики
| Наименование | Размах крыла, м | Длина, м | Высота, м | Площадь крыла, м кв | Масса пустого, кг | Удельная мощность, кг/лс | Макс. скорость у земли, км/ч | Время виража, с | Практический потолок м | Вооружение        |
| ------------ | --------------- | -------- | --------- | ------------------- | ----------------- | ------------------------ | ---------------------------- | --------------- | ---------------------- | ----------------- |
| Ла-7         | 9,8             | 8,67     | 2,6       | 17,59               | 2605              | 1,77                     | 597                          | 20,5            | 11300                  | 2х20мм пушки ШВАК |

## Стоимость
Самолёт Ла-7 (АШ-82ФН) постройки завода №99, без мотора. Отпускная цена на одно изделие во 2-м квартале 1945 года составляла в среднем 310 тысяч рублей.

## Боевое применение
Боевое крещение Ла-7 получил 24 июня 1944 г. под Барановичами. В воздушном бою пилоты 176-го гвардейского ИАП сбили два немецких Fw-190, не понеся потерь со своей стороны. Поскольку новыми истребителями советское командование комплектовало лучшие авиаполки, то противостоять Ла-7 приходилось отборным немецким соединениям — например, таким как 54-я истребительная эскадра Люфтваффе «Грюнхерц».
19 февраля 1945 г. (также встречается дата 24 февраля 1945 г.) И. Н. Кожедуб в воздушном бою сбил новейший немецкий реактивный истребитель Me 262.

## Отзывы

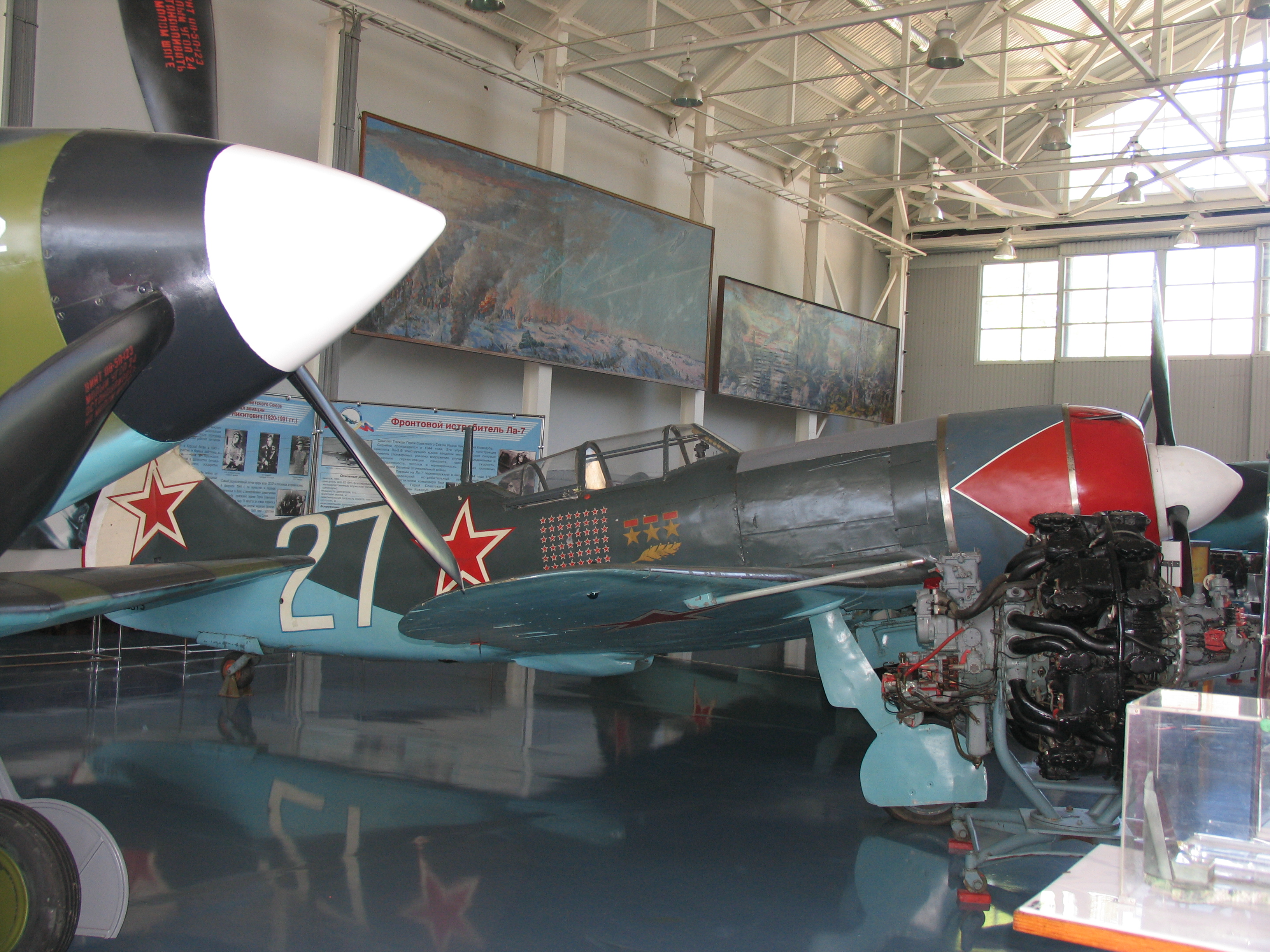
Ла-7 в музее Монино.

Известный британский лётчик-испытатель Эрик Браун получил возможность испытать самолёт в мае 1945 года. В своём отзыве Браун отмечает лёгкость управления и высокие лётные качества самолёта. Однако вооружение и прицел, по мнению Брауна, не выдерживают сравнения с аналогами (англ. below par). Браун также отмечает низкую боевую живучесть деревянной конструкции самолета и «возмутительно примитивные» приборы (англ. appallingly basic)
Отчасти это обусловлено тем фактом. что на Ла-7, так же как и на других советских истребителях того периода, автоматическая система управления винтомоторной группой существенно отличалась по принципам управления от таковой на западных истребителях — с одной стороны, она обеспечивала большую гибкость управления, но в то же время требовала большего внимания со стороны лётчика.
Вместе с тем улучшенные лётно-технические характеристики Ла-7 позволили советским лётчикам изменить тактику ведения боя. В силу возросшей скороподъёмности у сковывающей группы больше не было необходимости иметь серьёзное превышение по высоте над ударной группой: новые Ла-7 успевали быстро набрать необходимую высоту и занять выгодную позицию для атаки. Несмотря на это, известны случаи, когда немецкие FW-190 уходили из-под удара Ла-7 на бреющем полёте после резкого снижения и торможения за счёт резкого сброса газа и выпуска крыльевых щитков. В таких случаях Ла-7 прекращал атаку и выходил из боя с набором высоты, чтобы не попасть под вражеский огонь. На заключительном этапе войны немецкие пилоты крайне неохотно шли на лобовые атаки против Ла-7. В основном на это шли пилоты FW-190. Лётчики на Me-109 серии G от них и вовсе уклонялись.

## Модификации

Ла-7

- Ла-7ТК - экспериментальный высотный вариант истребителя с турбокомпрессором ТК-3. Данная модификация отличалась установленным двигателем АШ-82ФНВ.
- Ла-7Б20 - отличалась установкой трёх 20-мм пушек конструкции Березина вместо двух 20-мм пушек ШВАК.[6]
- Ла-7Р - экспериментальный вариант с установленным в хвостовой части реактивного двигателя РД-1 системы В. П. Глушко.
- Ла-7ПВРД
- Ла-7 М-71 - экспериментальная модификация с мотором М-71.
- Ла-7УТИ - учебно-тренировочный вариант.

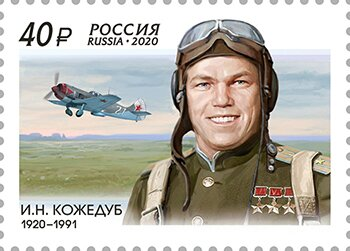
Почтовая марка с изображением портрета И.Н. Кожедуба в лётной форме и самолёт-истребитель Ла-7, на котором он воевал.

## Лётчики — Герои Советского Союза, сражавшиеся на Ла-7
- Кожедуб, Иван Никитович
- Александрюк, Виктор Ильич
- Алелюхин, Алексей Васильевич
- Амет-хан Султан
- Баклан, Андрей Яковлевич
- Батурин, Александр Герасимович
- Беликов, Олег Степанович
- Блинов, Алексей Павлович
- Бородачёв, Виктор Иванович
- Васько, Александр Федорович
- Головачёв, Павел Яковлевич
- Голубев, Василий Фёдорович[7]

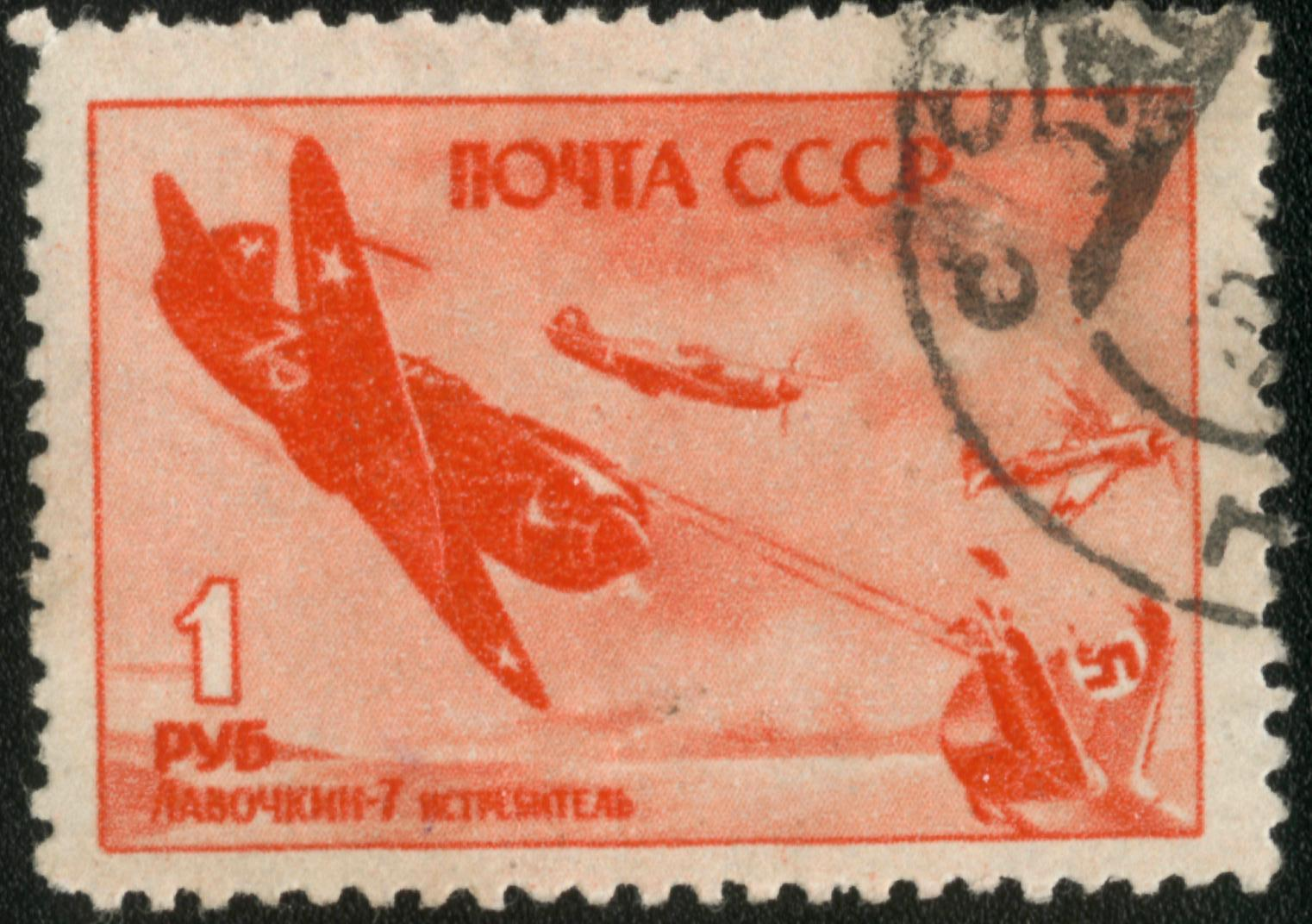
Почтовая марка СССР военных лет с изображением воздушного боя Ла-7

- Громаковский, Владимир Александрович
- Давидков, Виктор Иосифович
- Долгушин, Сергей Фёдорович
- Евстигнеев, Кирилл Алексеевич
- Елизаров, Сергей Михайлович
- Зайцев, Василий Александрович
- Караев, Александр Акимович
- Лавриненков, Владимир Дмитриевич
- Маресьев, Алексей Петрович
- Скоморохов, Николай Михайлович
- Шаров, Дмитрий Михайлович

## Сохранившиеся экземпляры

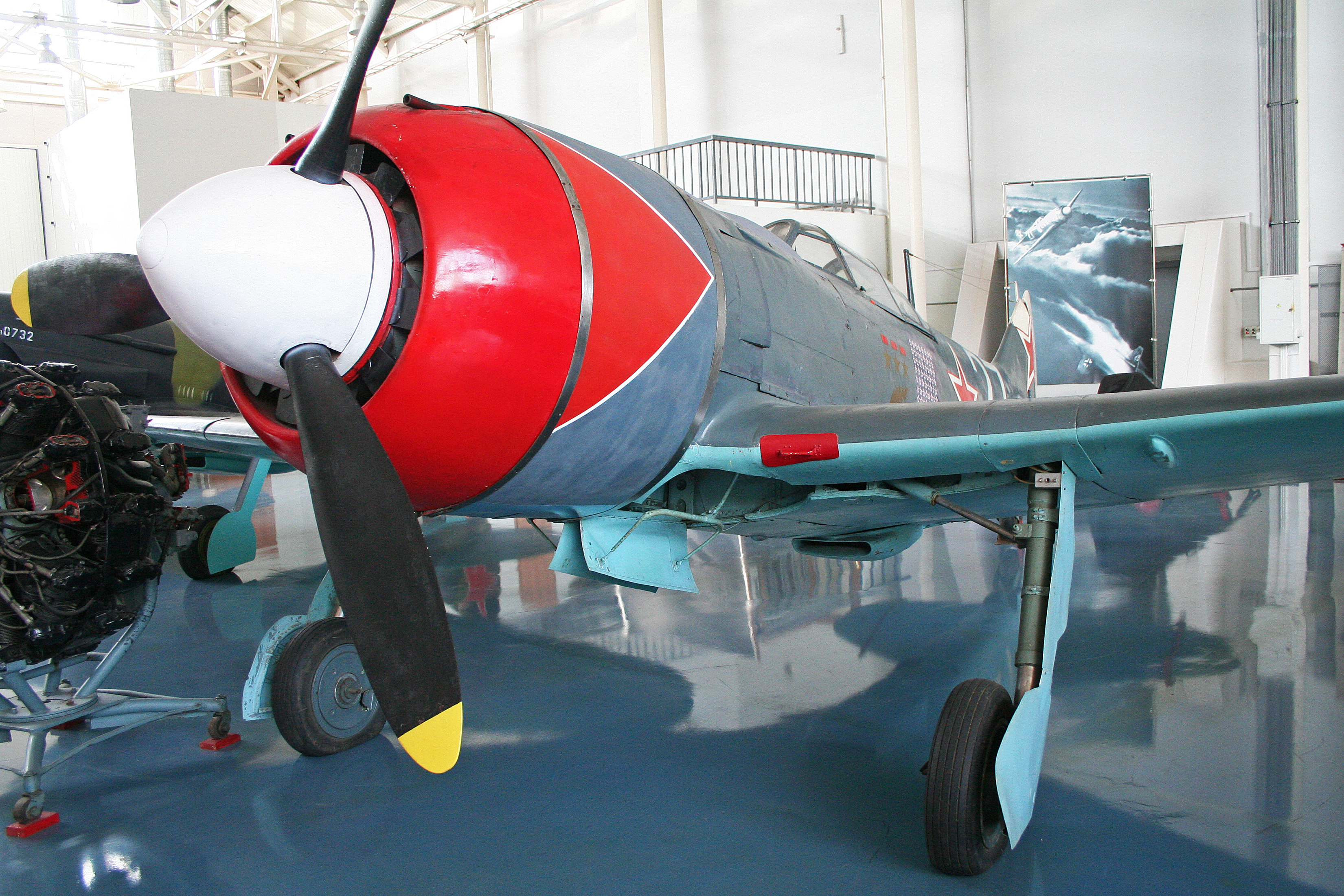
Ла-7 И. Н. Кожедуба в экспозиции Центрального музея Военно-воздушных сил РФ.

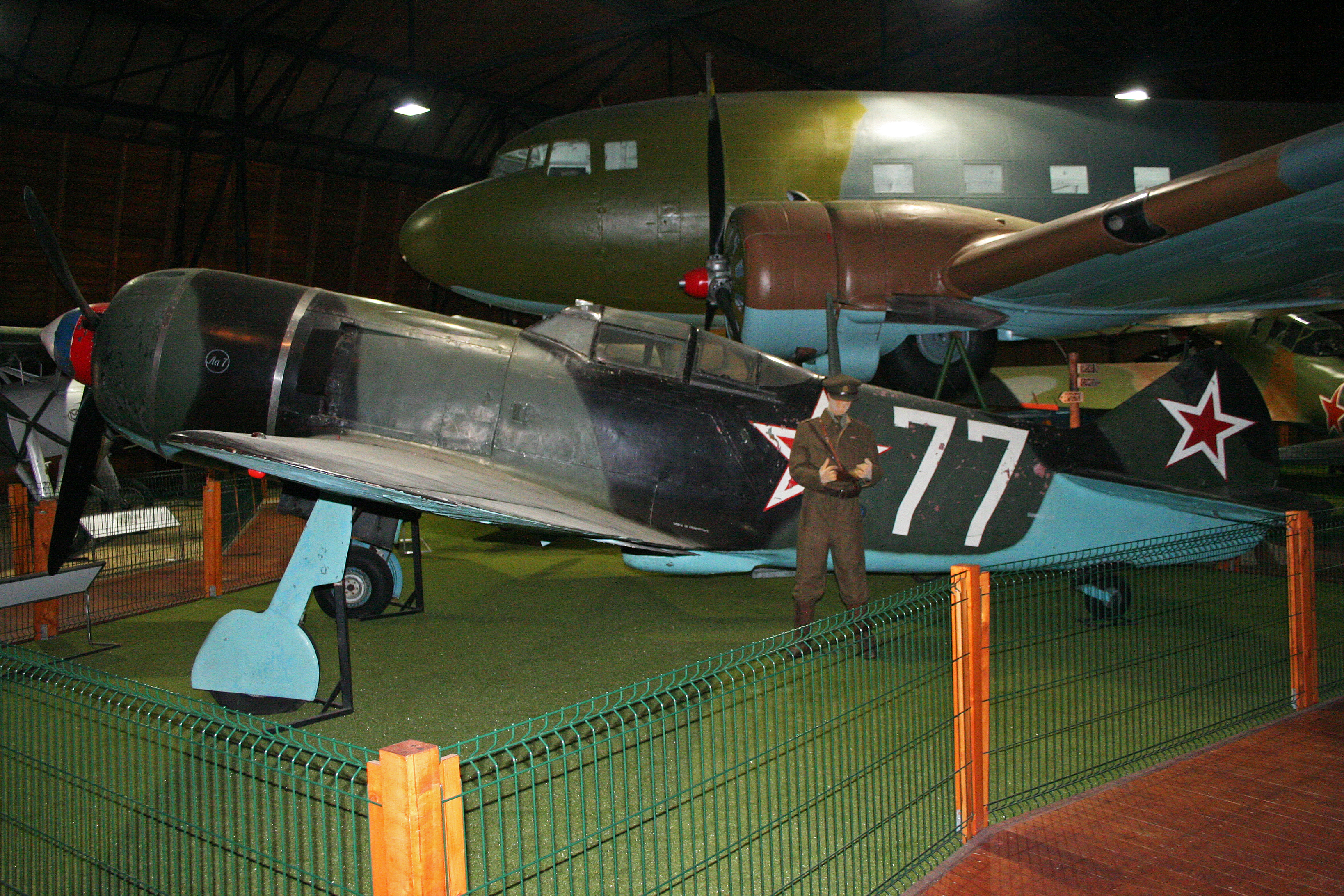
Ла-7 в музее авиации Кбелы, Чехия

Ла-7 Ивана Кожедуба, на котором было сбито 16 (из 62) самолётов противника, находится в экспозиции Центрального музея Военно-воздушных сил РФ в пос. Монино.
Ла-7 зав. № 45210860 находится в экспозиции Музея авиации в пражском пригороде Кбелы. Самолёт получен из СССР в мае 1945 года и принадлежал 1-й Чехословацкой сводной авиадивизии.

## Ближайшие аналоги
- Fw 190A8
- Bf. 109G 6
- P 51D Mustang
- Spitfire Mk.IX
- Nakajima Ki-84 Hayate